# 형장의 신
《형장의 신》은 1984년 2월 5일에 MBC TV에서 방영되었던 베스트셀러극장이다.

## 줄거리
굴지의 재벌 곽 회장(최불암)의 대규모 투자로 지은 연극 전용극장의 개관 공연이 성황리에 막을 내린다. 그러나 공연이 끝난 직후 객석에서 한 젊은 여성이 칼에 찔려 사망한 채 발견된다. 피살자의 신원이 고아원 출신 전직 호스티스로 밝혀진 것 외에 수사의 단서가 발견되지 않자 수사팀은 난관에 빠진다. 얼마 후 곽 회장의 아들 곽 사장(최상훈)의 비서(문용민)가 극장 뒤뜰에서 목졸려 사망한 채 발견되면서 사건은 점점 더 미궁 속으로 빠져드는데...

## 출연
- 최불암
- 최윤석
- 최상훈
- 임문수
- 한애경
- 박영지
- 이영후
- 차윤회
- 신사임
- 박경순
- 맹상훈
- 오영수
- 최민경
- 박종관
- 김지영
- 이운우
- 정승현
- 문용민
- 전희룡
- 이동신
- 서영애
- 최한호
- 정성모
- 이정미
- 김재강